# Гегелашвили, Соломон Давидович
Соломон Давидович (Давыдович) Гегелашвили (1885—1973) — полковник 22-й артиллерийской бригады, герой Первой мировой войны, участник Белого движения.

## Биография
Сын генерал-майора в отставке Давида Константиновича Гегелашвили (1853—?) и жены его Анны Еноховны (1856—1936).
Окончил Воронежский кадетский корпус (1902) и Михайловское артиллерийское училище (1905), откуда выпущен был подпоручиком в 22-ю артиллерийскую бригаду. Произведён в поручики 11 сентября 1907 года, в штабс-капитаны — 31 августа 1911 года.
В Первую мировую войну вступил с 22-й артиллерийской бригадой. Произведён в капитаны 14 января 1915 года «за отличия в делах против неприятеля». Пожалован Георгиевским оружием
За то, что в бою 5—14 марта 1915 года у д. Микулишки, командуя в чине капитана батареей, избрал наблюдательный пункт впереди полевых караулов, корректируя огонь батареи, разрушил проволочные заграждения и окопы противника, сам же находился в полосе губительного огня пулеметов и бомбометов. Был контужен, но поста не оставил. Во время атаки 8 марта, огнем своей батареи прекратил стрельбу противника из окопов, чем явно способствовал нашему занятию окопов противника.
18 апреля 1916 года произведён в подполковники, а 2 августа того же года назначен командиром 5-й батареи 22-й артиллерийской бригады. Был награждён Георгиевским крестом 4-й степени с лавровой веткой за отличие в боях с 8 по 10 июля 1917 под Двинском. 14 августа 1917 года произведён в полковники.
В Гражданскую войну участвовал в Белом движении в составе Добровольческой армии и Вооруженных сил Юга России. Был командиром 2-й батареи 2-го легкого артиллерийского дивизиона, с 12 января 1919 года — командиром батареи Учебно-подготовительной артиллерийской школы, с 22 июля того же года — командиром 3-го дивизиона 2-й артиллерийской бригады. В ноябре 1919 года был назначен командиром 2-го дивизиона вновь сформированной Корниловской артиллерийской бригады. Участвовал в Бредовском походе, с мая 1920 года — в Русской армии в Крыму. Галлиполиец, в феврале 1921 года — в 1-й батарее Корниловского артиллерийского дивизиона.
С 1924 года в эмиграции в Чехословакии. С разрешения генерала П.Н. Врангеля полковник Гегелашвили поступил на службу в чехословацкую армию. Командовал артиллерийской батареей, дивизионом, 1-м артиллерийским полком. К 1939 г. Гегелашвили дослужился до чина майора чехословацкой армии. В эмигрантской прессе его фамилия иногда писалась «Гегела-Швили». Состоял членом Общества офицеров-артиллеристов, председателем Общества галлиполийцев в Праге и начальником отдела РОВС в Чехословакии, с мая 1939 года — в протекторате Чехо-Моравии. В Праге ему принадлежал ресторан «Огонёк». В начале 1945 года Гегелашвили пытался организовать эвакуацию православного духовенства из Чехо-Моравии на Запад, во избежание расправы над ними со стороны НКВД и СМЕРШ. Однако, архиепископ Пражский владыка Сергий (Королев) отклонил предложение Гегелашвили.
Одна из последних волн русских беженцев покинула Прагу в апреле 1945 г. Из города организованно выехала большая группа чинов РОВСа и галлиполийцев, во главе с Гегелашвили. В составе группы были его сёстры и племянники, Гегелашвили был старостой обоза. В пути их группа несколько раз пережила авианалеты. Прежде чем Германия капитулировала, им удалось добраться до Баварии. Окончание войны застало их в Мюнхене. 
Недолгое время Гегелашвили возглавлял германский отдел РОВС. В 1948 году уехал в Аргентину. Возглавлял Общество галлиполийцев в Южной Америке и отдел РОВС в Аргентине (с 1964 года). Был старостой храма Воскресения Христова в Буэнос-Айресе. Печатался в эмигрантских журналах «Часовой» и «Кадетская перекличка».
Скончался в 1973 году. Похоронен на Британском кладбище. Был холост.

## Награды
- Орден Святого Станислава 3-й ст. (ВП 6.12.1909)
- Орден Святой Анны 3-й ст. с мечам и бантом (ВП 19.03.1915)
- Орден Святой Анны 4-й ст. с надписью «за храбрость» (ВП 21.05.1915)
- Орден Святой Анны 2-й ст. с мечами (ВП 9.06.1915)
- Орден Святого Станислава 2-й ст. с мечами (ВП 21.07.1915)
- Георгиевское оружие (ПАФ 4.03.1917)
- мечи и бант к ордену Св. Станислава 3-й ст. (ПАФ 16.03.1917)
- Георгиевский крест 4-й ст. с лавровой веткой (№ 866981)